# Ferrières-les-Bois
Ferrières-les-Bois is een gemeente in het Franse departement Doubs (regio Bourgogne-Franche-Comté) en telt 258 inwoners (1999). De plaats maakt deel uit van het arrondissement Besançon.

## Geografie
De oppervlakte van Ferrières-les-Bois bedraagt 4,2 km², de bevolkingsdichtheid is 61,4 inwoners per km².

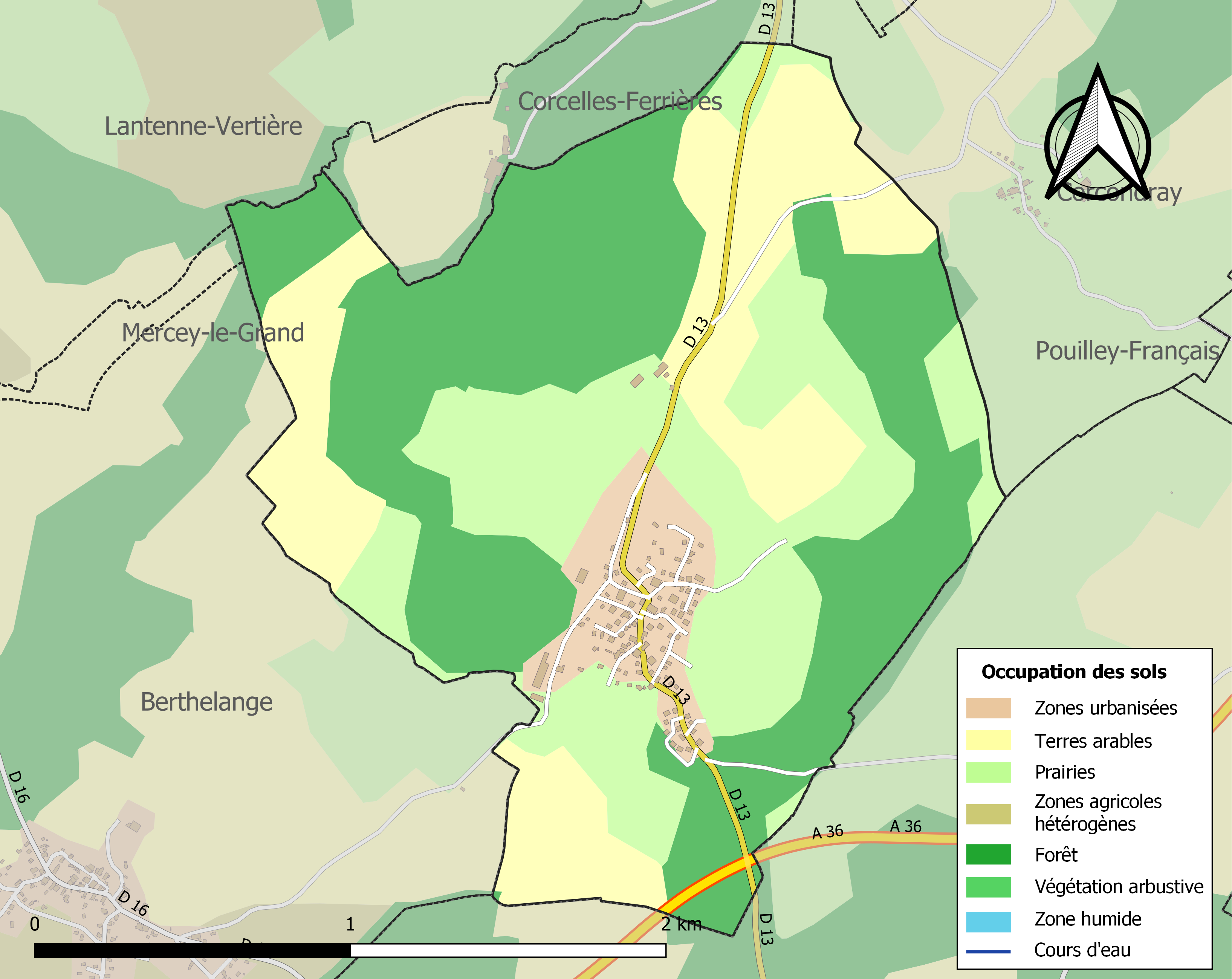
Kaart van de gemeente met de belangrijkste infrastructuur, bodemgebruik en omliggende gemeenten

## Demografie
Onderstaande figuur toont het verloop van het inwonertal (bron: INSEE-tellingen).